# Пудікітія
ПУДІКІ́ТІЯ, Пудіцітія (лат. Pudicitia) — богиня цнотливості, жіночої подружньої вірності. Культ богині сягає початку утворення римської держави. У Римі існували окремі храми патриціанської і плебейської П.